# بایرون باب
بایرون باب (انگلیسی: Byron Bubb؛ زادهٔ ۱۷ دسامبر ۱۹۸۱) بازیکن فوتبال اهل بریتانیا است.
از باشگاه‌هایی که در آن بازی کرده‌است می‌توان به باشگاه فوتبال نورتوود، باشگاه فوتبال میلوال، باشگاه فوتبال دانستیبل تاون، باشگاه فوتبال بورم‌وود، باشگاه فوتبال بروملی، باشگاه فوتبال چزنت، باشگاه فوتبال ایست تاروک یونایتد، باشگاه فوتبال ای‌اف‌سی ویمبلدون، باشگاه فوتبال فارن‌بورو، باشگاه فوتبال بورنهام، باشگاه فوتبال دوور اتلتیک، باشگاه فوتبال هیلینگدون بورو، باشگاه فوتبال هندون، باشگاه فوتبال همل همپستید تاون، باشگاه فوتبال سلو تاون، باشگاه فوتبال ردبریج، باشگاه فوتبال آیلزبری یونایتد، باشگاه فوتبال هارو بورو، و باشگاه فوتبال استاینز تاون اشاره کرد.
وی همچنین در تیم ملی فوتبال گرنادا بازی کرده‌است.